# Kniha Kazatel
Kniha Kazatel (hebrejsky קֹהֶלֶת‎, Kohelet; latinsky Ecclesiastes) patří do třetí části hebrejského kánonu Bible, do Spisů. V rámci spisů má specifické umístění mezi tzv. pět svátečních svitků (kam dále patří knihy: Píseň písní, Rút, Ester a Pláč) a čte se v rámci židovské liturgie o svátku Sukot. V křesťanském kánonu je Kazatel řazen mezi knihy naučné. Kniha je psána biblickou hebrejštinou.

## Název knihy
V hebrejštině se kniha jmenuje קהלת‎ (Kohelet), protože takto je v knize autor označován. V překladech je toto jméno někdy ponecháváno, jindy překládáno. Výraz kohelet je gramaticky aktivní ženské participium kalu slovesa q-h-l (קהל) a snad označuje toho, kdo svolává shromáždění či kdo hovoří ke shromáždění. Proto je v latinské Vulgátě nazýván concionator, v řecké Septuagintě Ἐκκλησιαστής (a z toho např. i v latině či angličtině aj. Ecclesiastes). Slovem „kazatel“ se toto slovo začalo překládat v době německé reformace (něm. Prediger).
Židovská tradice vysvětluje pojem kohelet jako označení autora (krále Šalomouna) s ohledem na moudrost, kterou v sobě nashromáždil.
Jistou nesnáz představuje ženský tvar participia, který však označuje buď úřad, nebo eminenci tohoto člověka (na způsob „kazatel par excellence“). Je důležité nezaměňovat knihu Kazatel (Ecclesiastes) s knihou Sírachovcovou, která se často označuje jako Ecclesiasticus.

## Autorství a vznik
Autor sám sebe prezentuje jako velmi bohatého krále v Jeruzalémě, syna krále Davida. Proto jej tradice ztotožňuje s Davidovým synem Šalomounem. Jelikož však hebrejský výraz בן (ben) může označovat i obecně „potomka“, nejen „syna“, lze se setkat i s jinými identifikacemi. Tato identifikace je však autorovým literárním konstruktem. Autor se staví do role bohatého, mocného a moudrého jeruzalémského krále a z této pozice přednáší své úvahy o smyslu života.
Skutečnou dobu vzniku knihy ani jejího autora nelze přesně určit. Kniha vznikla pravděpodobně koncem 3. století př. n. l., možná o něco dříve. Asi o sto let mladší je nejstarší dochovaný zlomek jejího rukopisu, nalezený v Kumránu. Na tuto dobu ukazuje i značně pozdní povaha hebrejštiny, kterou autor používá, a snad i tematické propojení s řeckou filosofií.

## Struktura knihy
Kniha je rozdělena do celkem 12 kapitol a nevykazuje žádnou zvláštní strukturu. Po nadpisu (1,1: Slova Kazatele, Davidova syna, krále v Jeruzalémě) následuje řada krátkých úvah. Jejich přesný počet záleží na úhlu pohledu čtenáře a rozdělení jednotlivých úvah, pohybuje se přibližně mezi 40 a 50. Kniha je uzavřena epilogem (12,9–14).

## Obsah knihy
Základní otázkou, kterou autor ve svých úvahách řeší, je smysl lidské činnosti (עמל, amal, „namáhání se“). Samotnou otázku formuluje na více místech velmi podobnými slovy: Jaký zisk má člověk ze vší své námahy, kterou se pod sluncem namáhá? (1,3). Touto otázkou se autor ptá po tom, co je pro člověka dobré v tom nejzásadnějším smyslu, tedy co je skutečným, nejvyšším ziskem a dobrem, kterého může dosáhnout a které jej může uspokojit. Otázka by se dala formulovat i jinak: Jaké dobro člověka opravdu konečně uspokojí a kde je člověk najde? Termíny, které autor pro toto dobro používá, jsou střídavě „zisk“ (יתרון, jitrón), „podíl“ (חלק, chelek) či přímo „dobro“, „dobré“ (טוב, tóv). Autor prochází jednotlivé činnosti, kterými se člověk zabývá a v nichž spatřuje často smysl svého života – bohatství, jídlo a pití, usilovná práce (workoholismus), moudrost a vzdělání apod. -, hodnotí je a dochází k závěru, že všechny jsou „marnost“ (הבל, havel) a honba za větrem (רעות רוח, reút rúach). Tato zdánlivá skepse je vyjádřena též na začátku i na konci větou „pomíjivost, samá pomíjivost, všechno pomíjí“ 1,2; 12,8).
Velký význam má pro autora realita smrti, která znamená konec lidské existence, neboť právě ta relativizuje všechnu lidskou činnost a její hodnotu a způsobuje, že veškerá lidská činnost (námaha) je „marná“. Tuto lidskou „omezenost“ autor vyjadřuje nejen častými zmínkami o smrti či „počtu dní lidského života“, ale nejčastěji souslovím „pod sluncem“ (תחת השמש, tachat hašemeš). Slunce symbolizuje provázanost člověka se zemí, jeho omezené obzory a životní prostor, a také to, že člověk se z této situace nemůže vymanit. Hovoří-li autor o lidském životě, má tím na mysli život mezi narozením a smrtí, strávený ve znamení námahy a práce a pachtěním se za nějakým nesmyslným cílem. Žádná činnost neobstojí tváří v tvář realitě smrti.
Smrti se týká i jedna z pasáží celé knihy (11,7–12,8), v níž autor čtenáři připomíná, aby myslel včas, ještě dokud je mladý a plný síly, na svou konečnost a smrt a aby pamatoval na svého stvořitele, který veškerou lidskou činnost vidí a soudí. Větší část tohoto textu je věnována velmi poetickému popisu stárnutí a smrti člověka. Dalším vyjádřením této hlavní lidské omezenosti je opakované tvrzení, že člověk neví, co nastane po něm (a že tedy nemá mj. smysl ani namáhat se pro „budoucí pokolení“). Poté, co člověk zemře, nebude na něj nikdo pamatovat a on upadne v zapomnění, stejně jako jeho předkové před ním.
Řešením pro autora je „jíst, pít a užívat si“ z toho, co člověk svou namáhavou prací získá. Nejedná se však o bezuzdné užívání si, nýbrž o nalezení správné míry, jak se nejen namáhat a pracovat, nýbrž jak si i najít čas zaslouženě si vychutnat plody své práce. Jestliže totiž někdo celý život pracuje, takže nemá ani čas si odpočinout a užít si toho, co svou prací získal, počítá jej autor knihy mezi blázny. Kromě toho autor několikrát připomíná, že i zisk, který člověk ze své námahy má, a to, že má možnost si ho užít, není samozřejmost, nýbrž Boží dar. Proto jeho „jíst, pít a užívat si“ je myšleno jako „s vděčností přijímat od Boží prozřetelnosti to, co nám dává, a užít si toho k vlastní radosti“. Kazatel nezapomíná ani na vybídnutí čtenáře, aby se o tyto své dary podělil s druhými, protože neví, kdy se situace změní (11,1n.). Respekt („strach“) k Bohu je stálým motivem knihy.
Právě pro své zdůrazňování smrti a v důsledku toho i relativní hodnoty veškeré lidské činnosti („marnosti“, „pomíjivosti“) bývá Kazatel označován za pesimistickou knihu, i když by mu spíše přináleželo označení „realistická kniha“ nebo dokonce i optimistická, neboť učí člověka, jak prožít svůj život tak, aby byl skutečně šťastný.
Kniha obsahuje mnoho výroků, kterými autor upozorňuje na různá klišé, která se obecně tvrdí, která ovšem nejsou pravdivá: moudrost se nemusí vždy vyplatit, kdo je poctivý, nemusí vždy mít výhodu před nepoctivým, každá činnost, kterou se člověk zabývá, jej nejen živí, ale současně i ohrožuje jeho život, když někdo zachrání své město, nemusí se mu dostat vděku apod. Těmito paradoxy autor napomíná čtenáře, aby životní realitu skutečně dobře zvážil a pořádně se zamyslel, co tedy má opravdu v životě cenu. Nelze postavit svůj život na těchto obecných „neplatných moudrech“.
Autorovy úvahy se velmi přibližují antické filosofii, zvláště je srovnáván s Aristotelem, stoiky, Hérakleitem a Epikurem, i když snad nejblíže je stoikům. Jeho spis je filosofický v tom smyslu, že je plodem rozumové úvahy nad pozorovanou životní realitou. Stejně jako mnoho jeho latinských a řeckých protějšků i autor knihy Kazatel se soustřeďuje na smysl lidského života a na to, co člověka učiní skutečně šťastným a pro co má smysl žít. I autorovo pojetí boha se značně podobá stoické Prozřetelnosti.

## Další literatura
- ČAPEK, Filip. Kazatel : zneklidňující kniha pro neklidnou dobu. 1. vyd. Praha: Centrum biblických studií AV ČR a UK v Praze ve spolupráci s Českou biblickou společností, 2016. 382 s. (Český ekumenický komentář ke Starému zákonu; sv. 21). ISBN 978-80-87287-91-0.